# نظام ثري سي إكس
يعرف بـ (برنامج ثري سي إكس 3CX) وهو نظام هاتف (للشركات) يعمل على بروتوكولات الانترنت ويدعم خطوط الاتصالات الثابتة والثابتة من نوع SIP وخدمات الصوت عبر الإنترنت. يعمل على نظام التشغيل ويندوز ولينكس وراسبيري باي 

## التاريخ
المطور للنظام هي شركة 3CX ، وهي شركة دولية متخصصة في تطوير برمجيات VoIP IP PBX. تم نشر النظام لأول مرة كنظام اتصالات مجاني في عام 2006، وكان الهدف من المنتج هو توفير حل VoIP للاستخدام في بيئة ويندوز.
تم إطلاق الإصدار التجاري الأول من المنتج في عام 2007. أشارت مراجعات المنتج إلى سهولة تكوينه وإدارته وتوافقه مع الأجهزة. علق سميث في منشور حول 3CX أنه سهل الاستخدام للغاية. وفي عام 2009، تم عرضه في برنامج تلفزيوني باسم Hak5. في 7 يونيو 2017، أصدرت 3CX الإصدار 15.5 مع مجموعة الميزات من مؤتمرات الويب والحضور والدردشة والبريد الصوتي WebRTC ولوحة التحكم الخاص بالتحويلة.